# Eupogonius nigrinus
Eupogonius nigrinus là một loài bọ cánh cứng trong họ Cerambycidae.